# What's His Name
What's His Name er en amerikansk stumfilm fra 1914 af Cecil B. DeMille.

## Medvirkende
- Max Figman som Harvey
- Lolita Robertson som Nellie
- Sydney Deane som onkel Peter
- Richard L'Estrange som forlover
- Merta Carpenter som Nellies ven
- Fred Montague som Fairfax
- Theodore Roberts som Character Man
- Cecilia de Mille som Phoebe, barnet